# Savane mésopotamienne du cône sud
Localisation
La Savane mésopotamienne du cône sud est une écorégion terrestre définie par le Fonds mondial pour la nature (WWF), qui appartient au biome des prairies et savanes inondées. Elle appartient à l'écozone néotropicale dans la phytodivision du Paraná.

## Géographie
Cette région naturelle du Cône sud couvre une partie de la Mésopotamie en Argentine, délimitée à l'est par le rio Uruguay et partagée entre les provinces de Misiones et Corrientes.
Au début des années 1990, la plus grande partie de la région a été drainée pour favoriser l'élevage bovin. En raison de la croissance de la population, souvent déplacée de l'agglomération surpeuplée de Buenos Aires, et de l'agriculture, l'environnement naturel est très menacé.

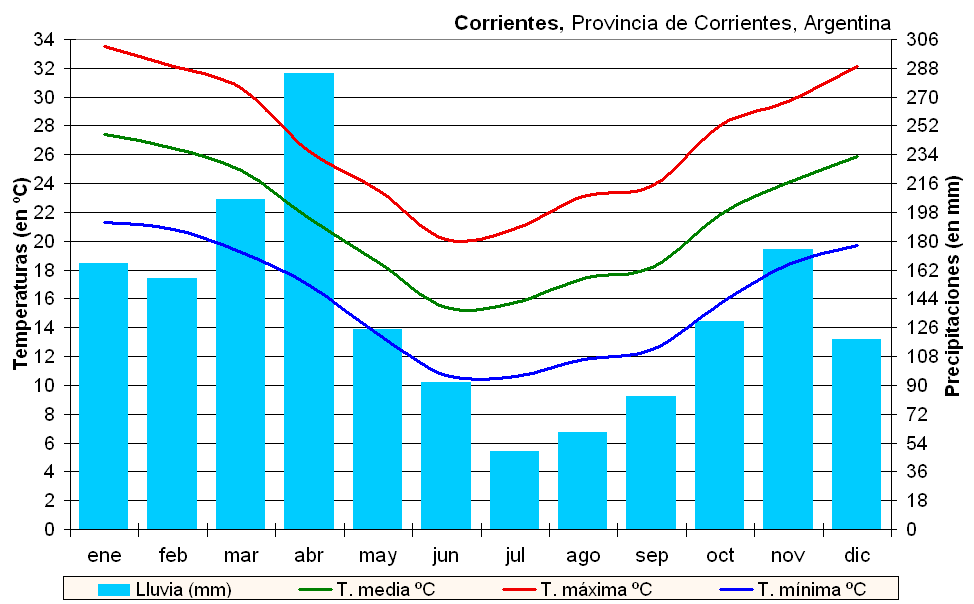
Climogramme de Corrientes.

## Aires protégées

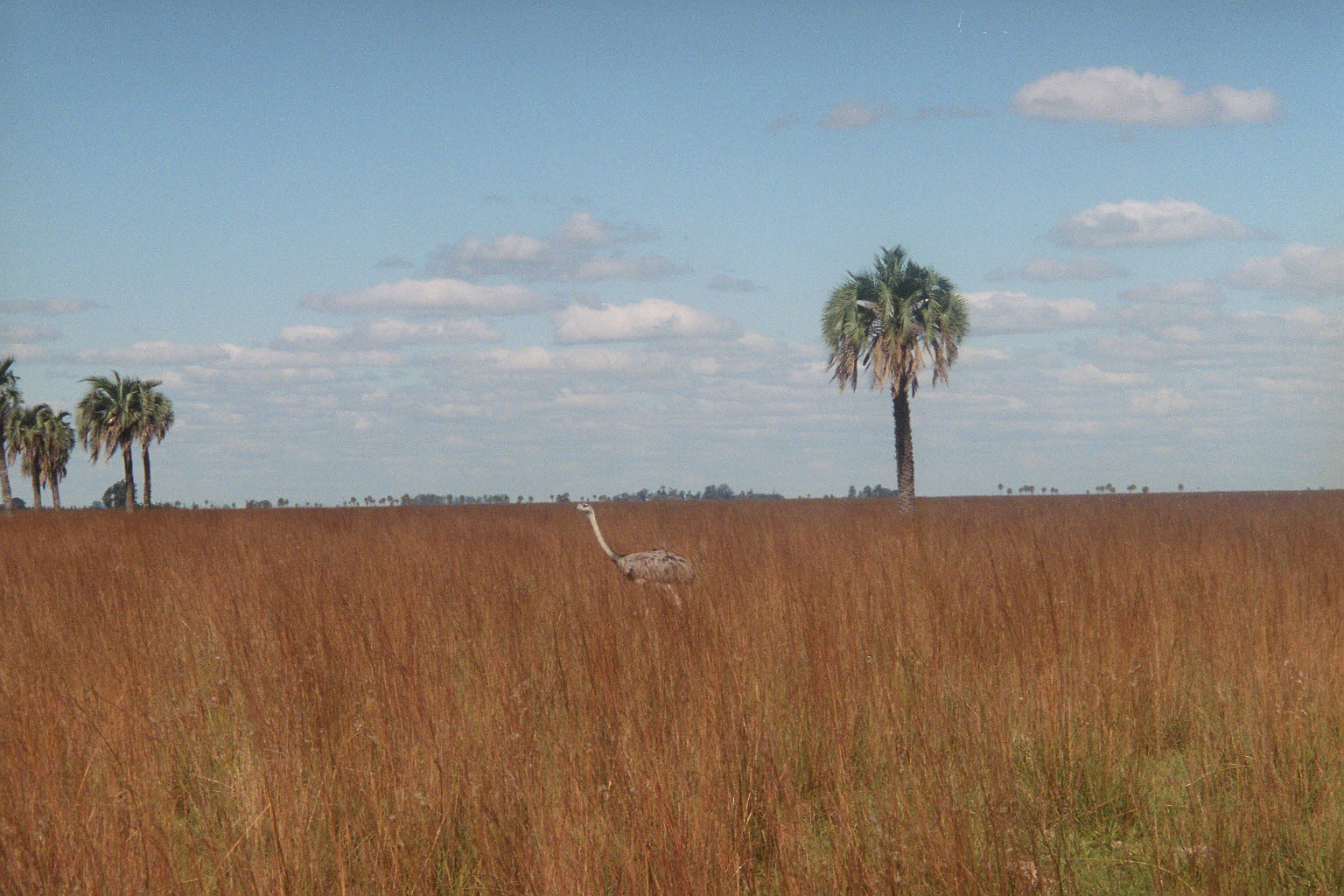
Savane et nandou dans la province de Corrientes en 2006.

- Les Esteros del Iberá, qui confinent à la zone de la savane mésopotamienne, sont une zone humide protégée par la convention de Ramsar depuis 2002.
- Le parc national Mburucuyá a été créé en 2001.
- Le parc provincial du Salto Encantado (es) a été créé en 1934.

## Flore

Flore de la savane mésopotamienne
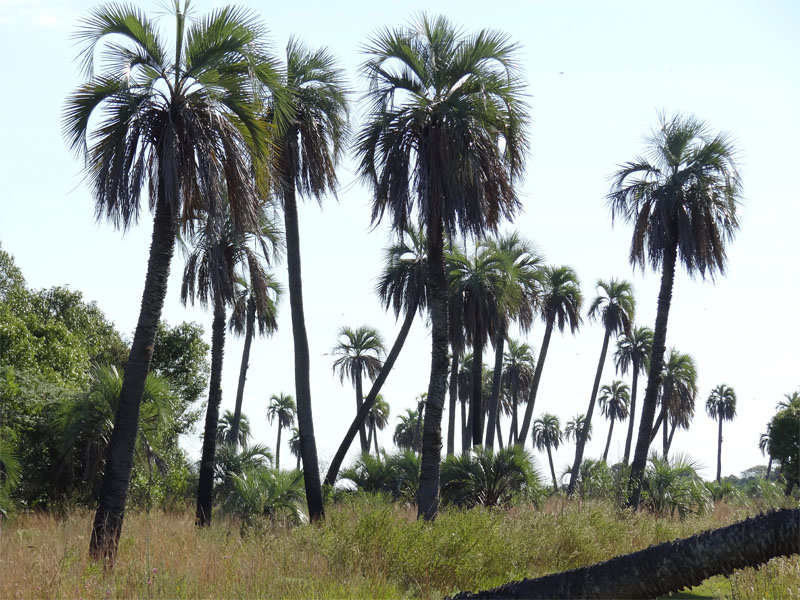
Savane à palmiers au parc national Mburucuyá en 2012.
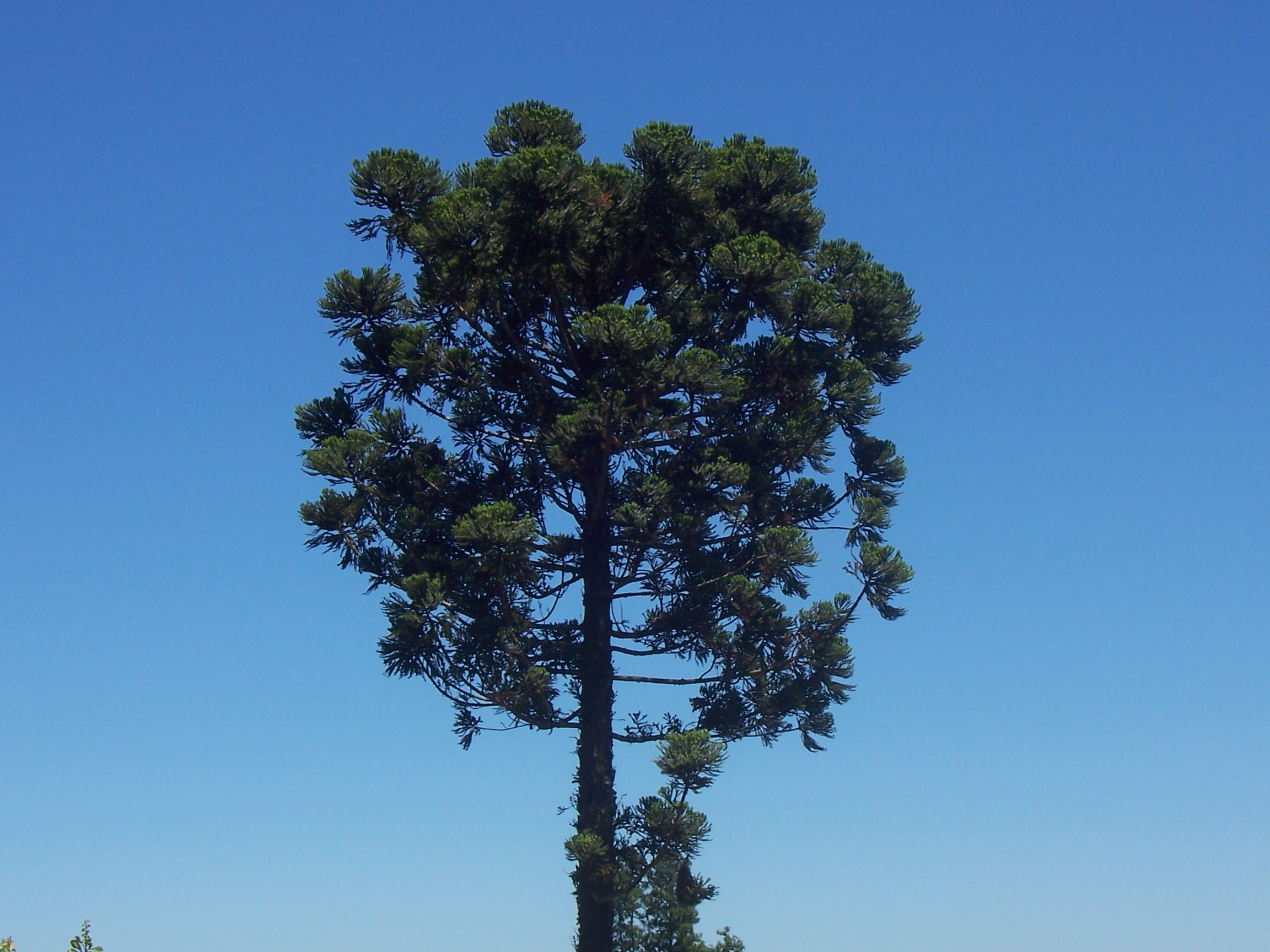
Araucaria angustifolia dans la province de Misiones en 2005.
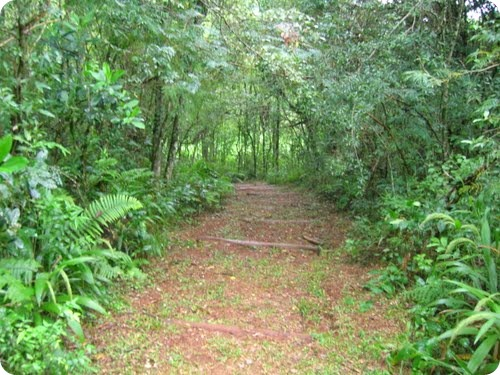
Parc provincial Araucaria de San Pedro, province de Misiones, en 2015.
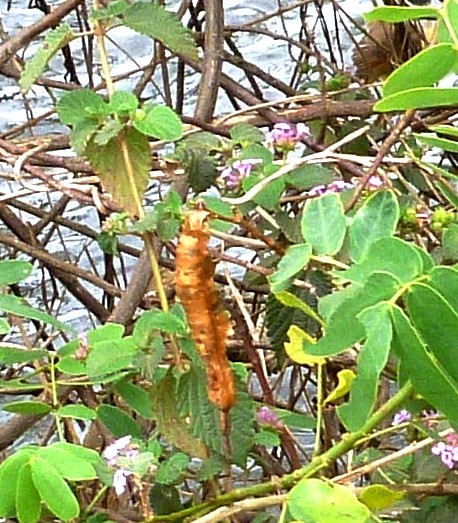
Plantes aquatiques dans les Esteros del Iberá en 2013.
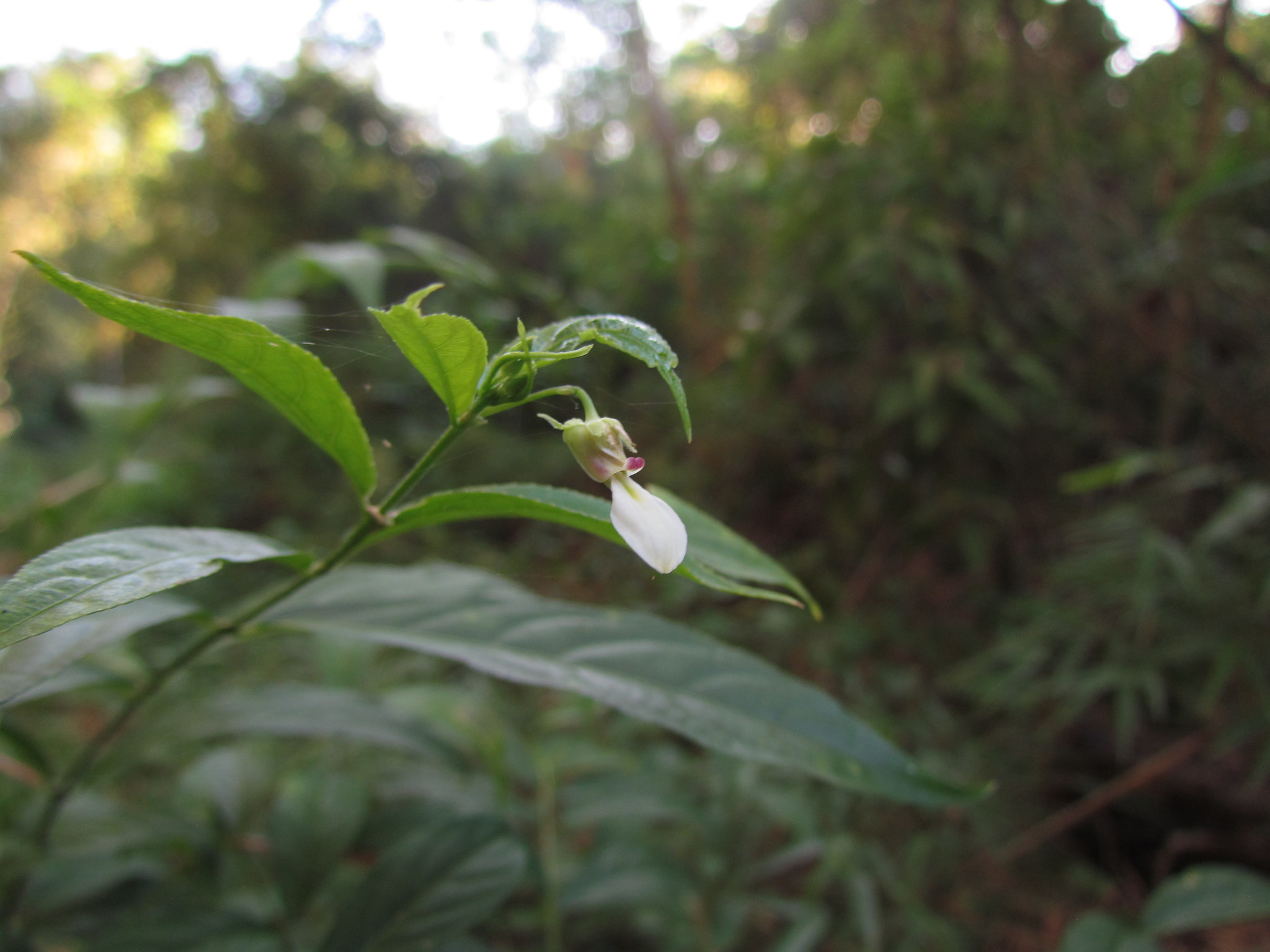
Pombalia communis dans la province de Misiones en 2021.

## Faune
Cette région abrite de nombreuses espèces d'oiseaux rares et menacés dont le sporophile de Narosky, sous-espèce endémique du sporophile des marais, le tinamou tacheté et le tinamou isabelle, l'évêque indigo, le cacholote brun, l'ibis à face nue, le hibou strié et l'engoulevent à queue en ciseaux. Parmi les mammifères, on rencontre le renard des savanes (zorro de monte), le renard d'Aszara, le coati roux, le raton crabier, la tayra, la loutre géante, l'ocelot, le margay, le jaguar, le cerf des marais, le rat d'eau sud-américain (en), le cobaye. Dans les zones subsistantes de forêt riveraine à palmiers le long du fleuve Uruguay, on trouve encore le nandou, le capybara, le lièvre des Pampas et le crotale.

Faune terrestre de la Mésopotamie argentine
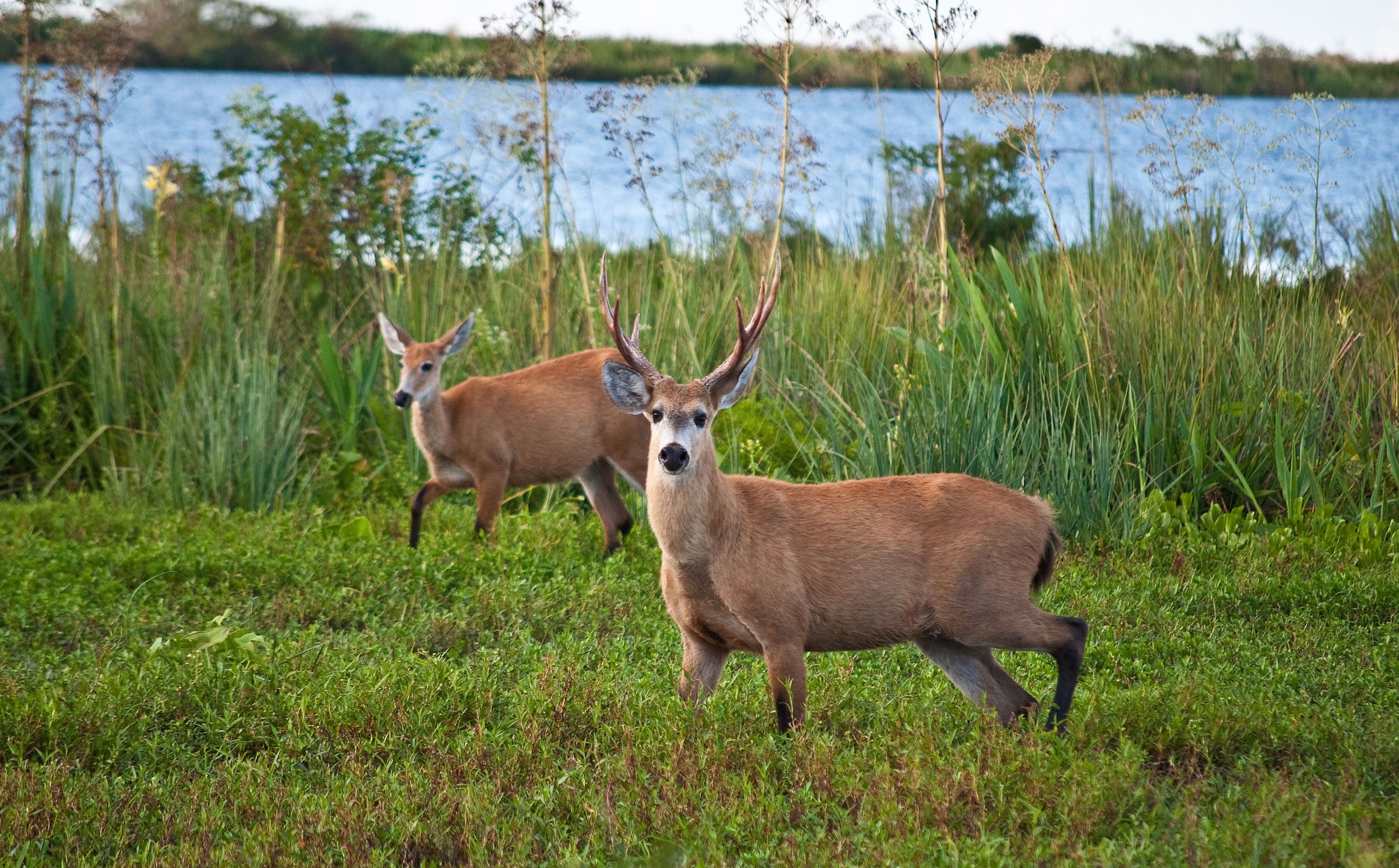
Couple de cerfs des marais dans les Esteros del Iberá en 2011.
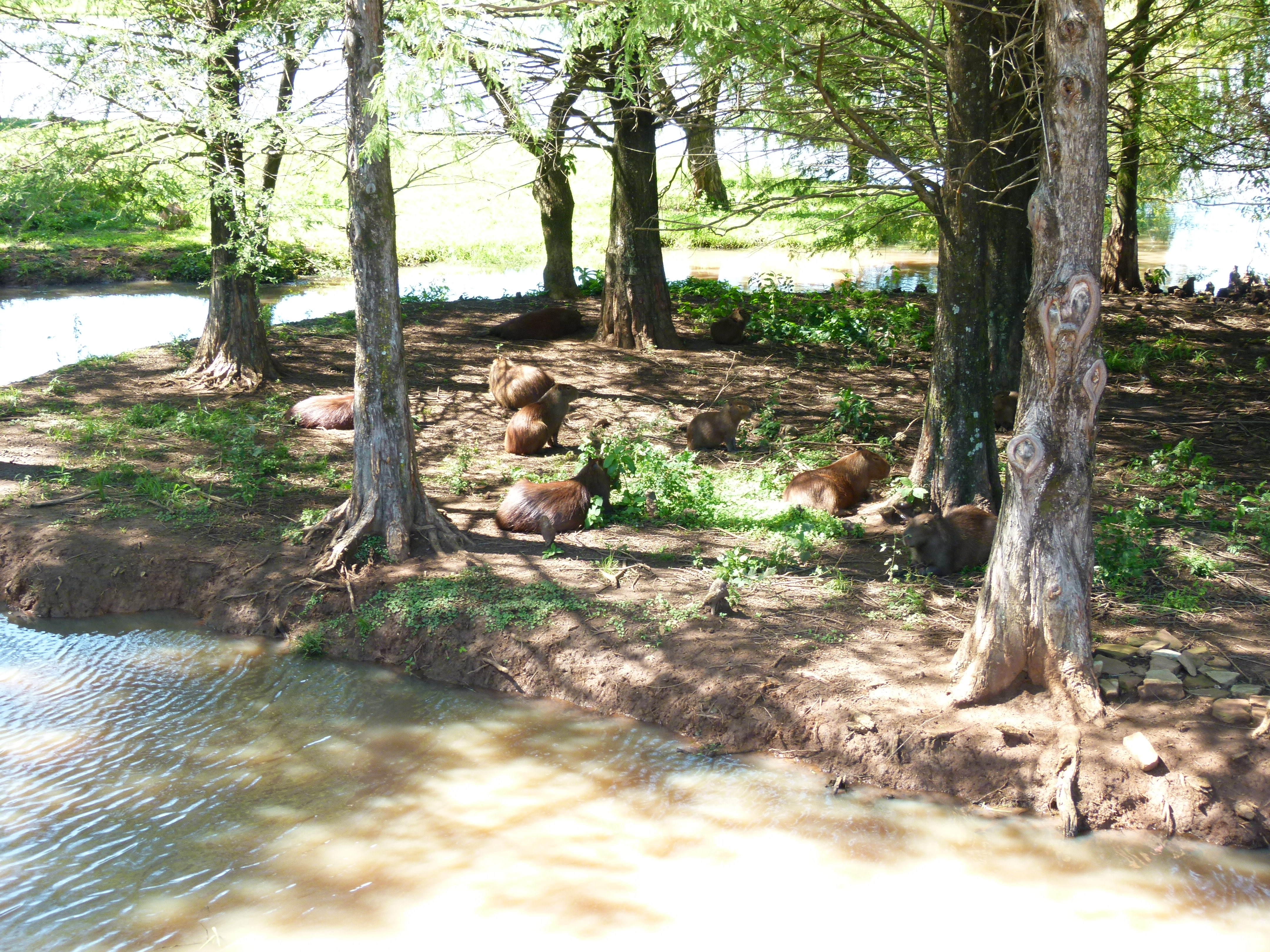
Capybaras dans la province de Corrientes en 2013.
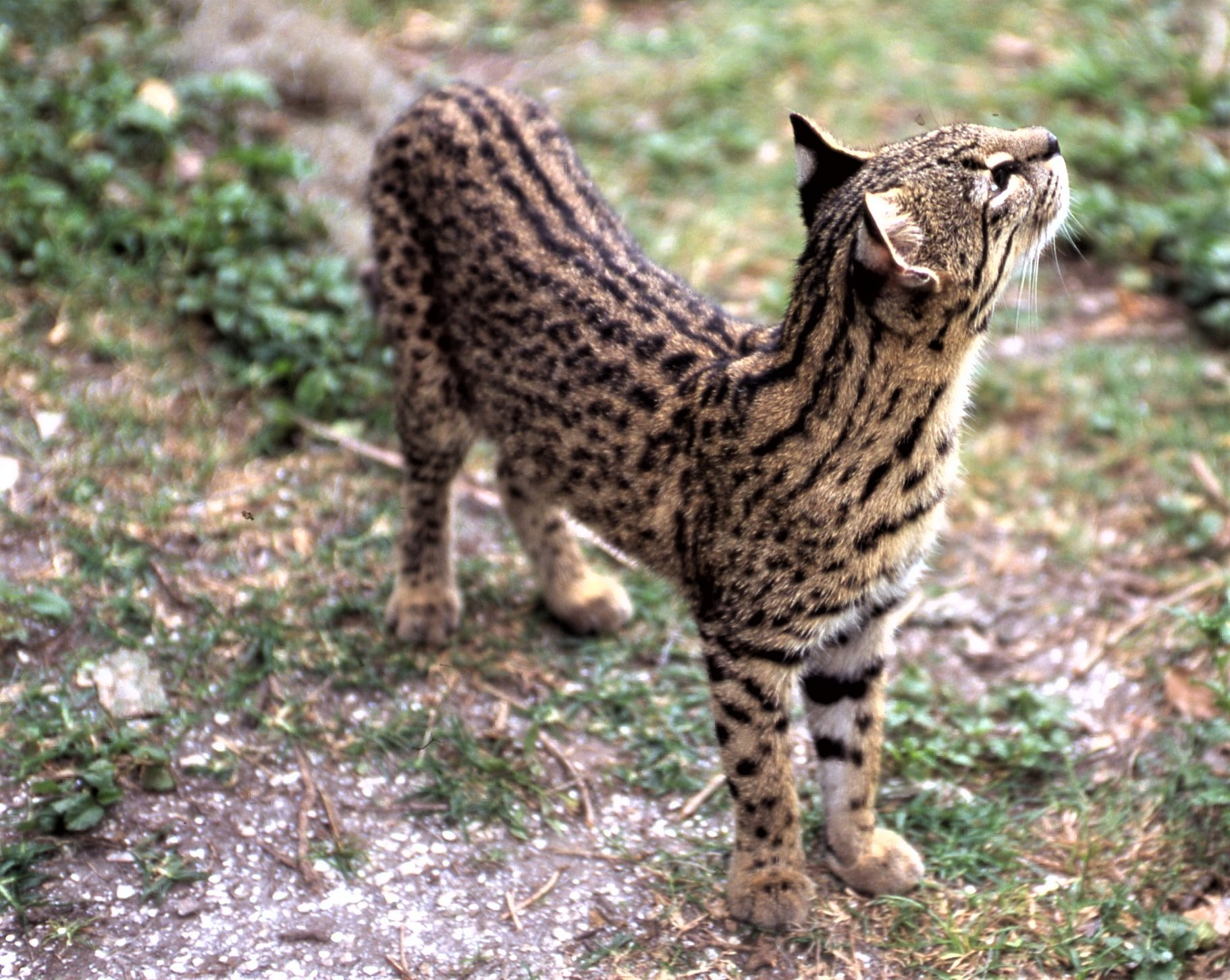
Chat de Geoffroy dans la province de Corrientes en 2005.
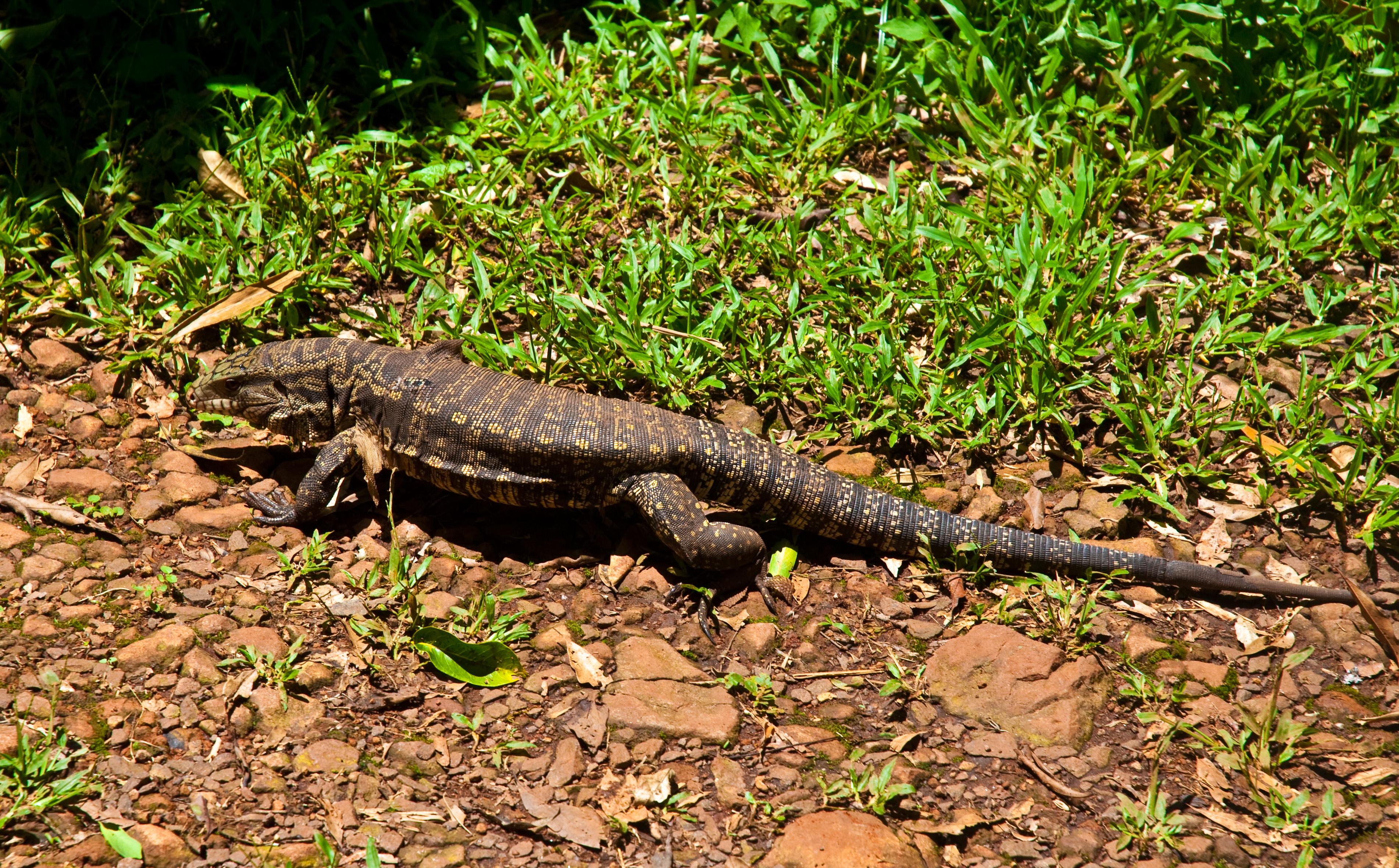
Lézard à Yaboti, province de Misiones, en 2013.
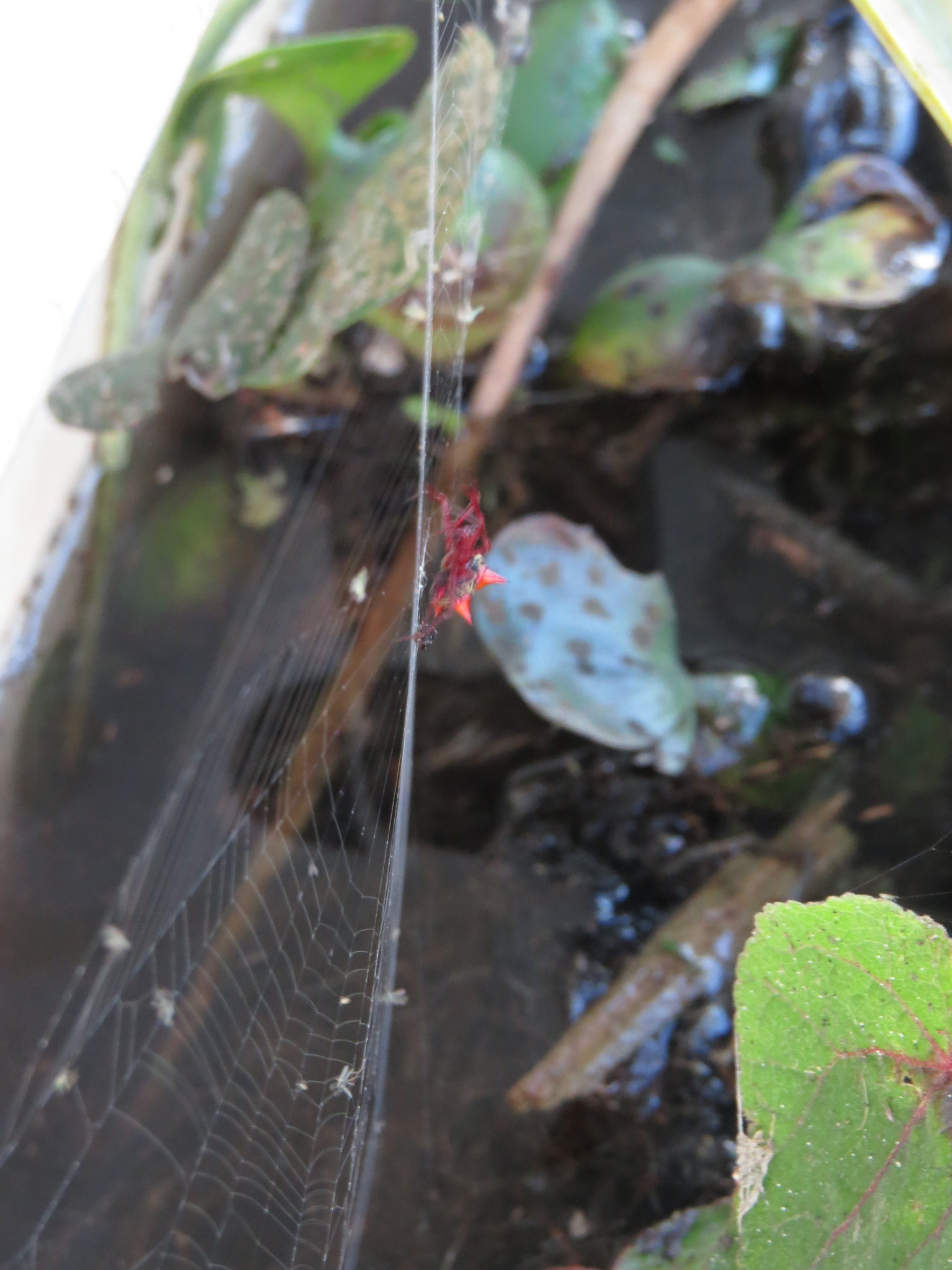
Toile d'araignée Actinosoma pentacanthum dans la province de Corrientes en 2015.

Oiseaux de la Mésopotamie argentine
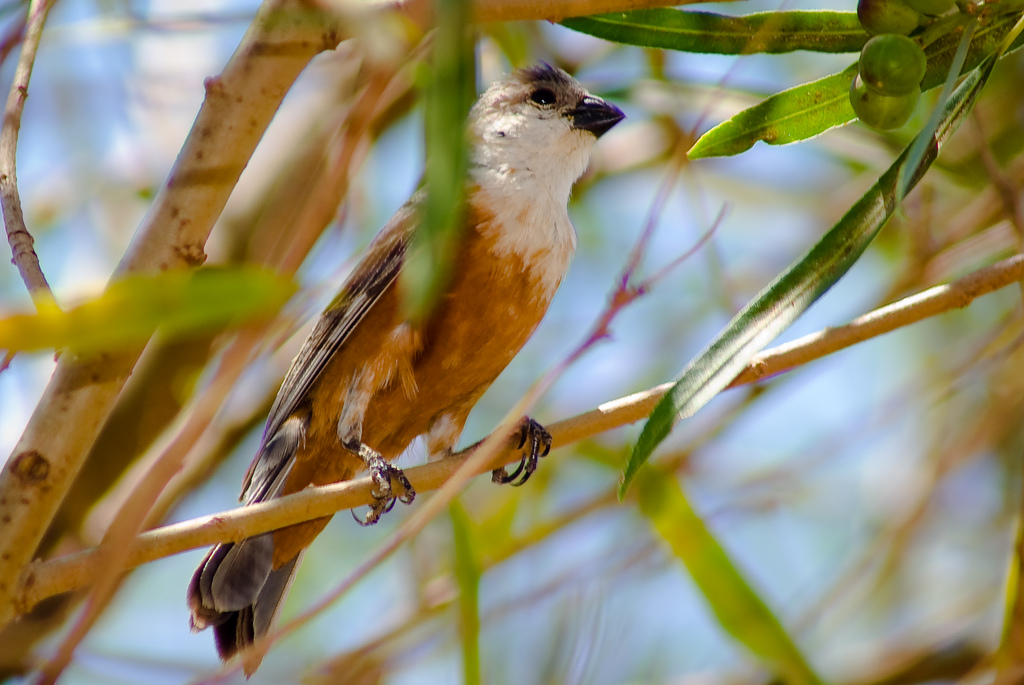
Sporophile des marais mâle dans les Esteros del Iberá en 2008.
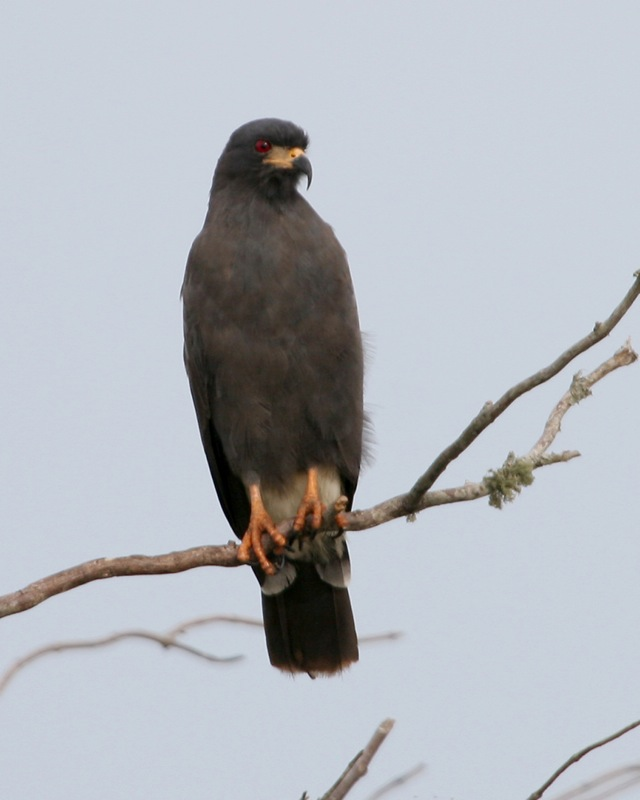
Milan des marais dans les Esteros del Iberá en 2006.
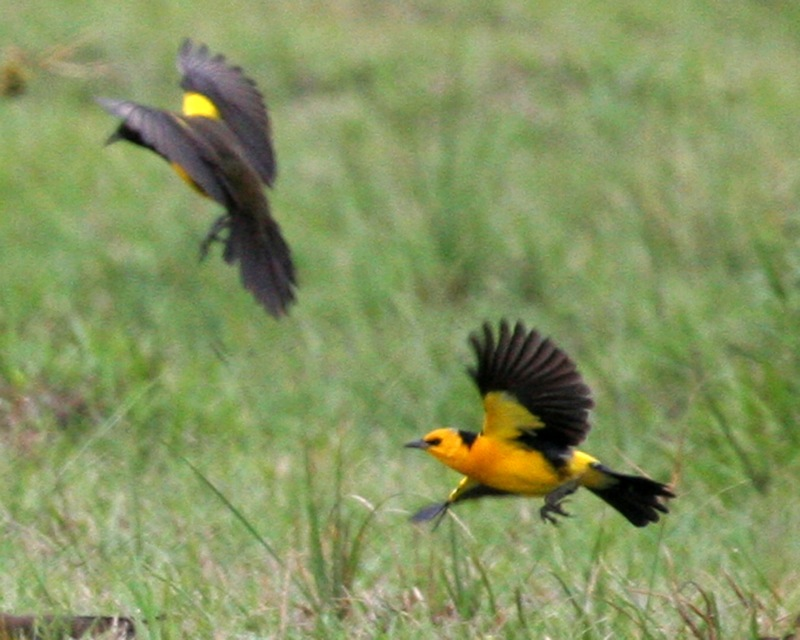
Couple de carouges safran dans les Esteros del Iberá en 2006.
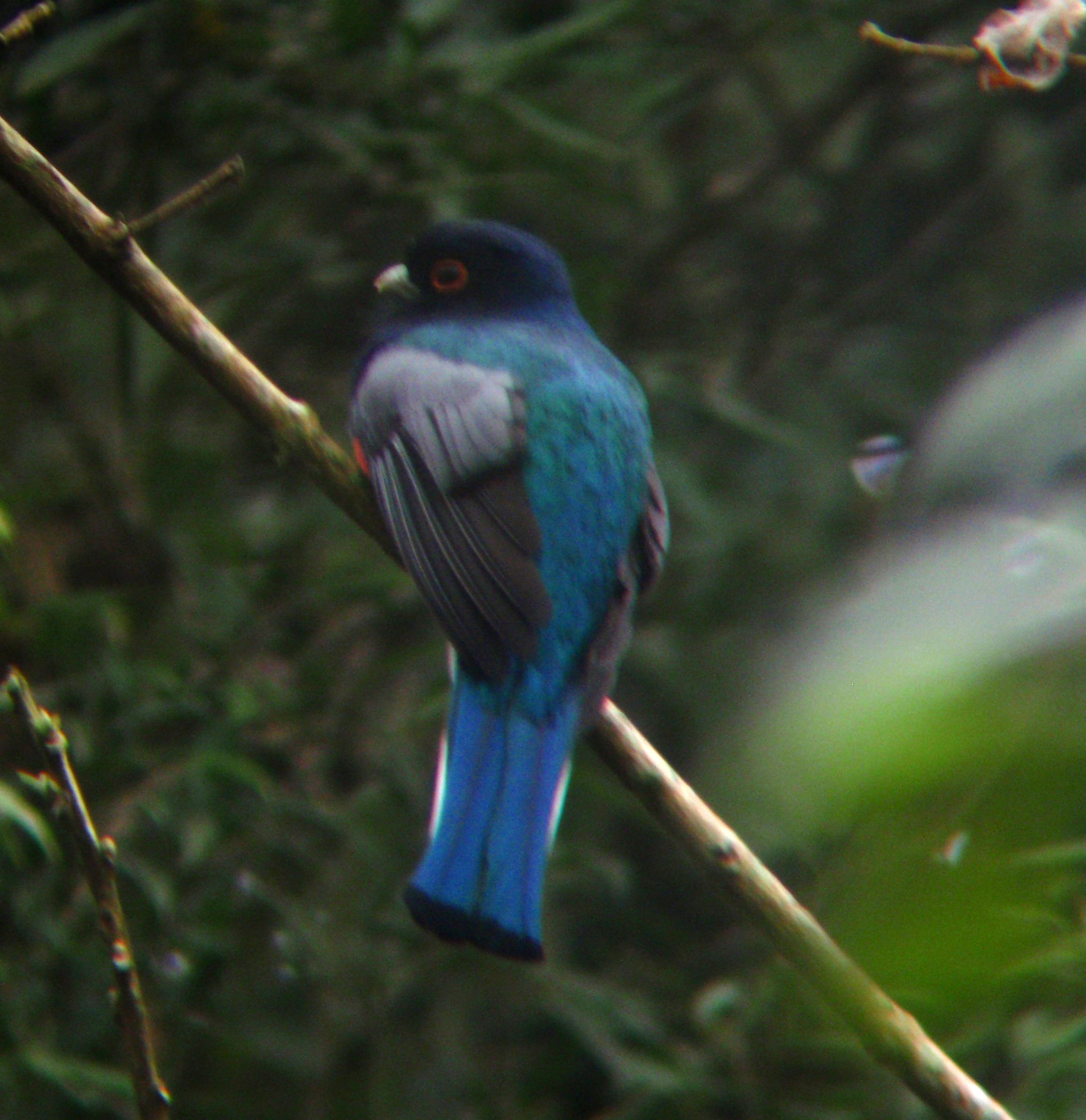
Trogon surucua près de Puerto Iguazú dans la province de Misiones en 2010.

## Articles liés
- Pampa humide
- Savane uruguayenne